# B41

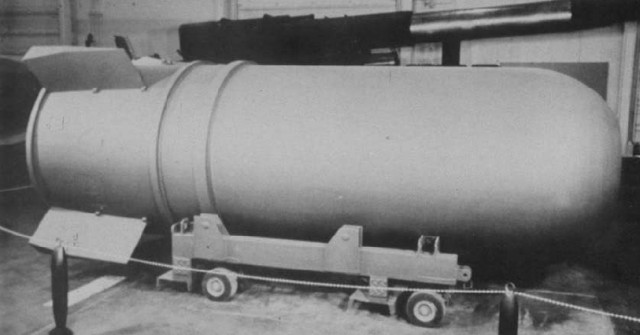
B41

A B41 foi uma linha de bombas termonucleares construídas pelos Estados Unidos.
A B41 tinha um poder de destruição equivalente a 25 megatons, sendo a bomba mais potente construída pelos americanos. Não obstante, tinha apenas a metade do rendimento da Tsar Bomba dos russos. Foram fabricados cerca de 500 artefatos nucleares entre setembro de 1960 e junho de 1962. A arma foi desativada gradualmente entre novembro de 1963 e julho de 1976, sendo substituída pela B53.

## Exigência
O desenvolvimento da arma começou a ser feito em 1955 seguindo exigências da Força Aérea dos Estados Unidos (USAF) que encomendou uma bomba de classe B ou de alto rendimento (mais de 10 000 lb / 4 545 kg). Seria desenvolvida uma versão de ogiva para Míssil balístico intercontinental, porém o projeto foi cancelado em 1957.
A arma era transportada por bombardeiro estratégico de longo alcance, para esta finalidade foram utilizados os B-52 Stratofortress e os Boeing B-47 Stratojet.

## Dimensões
- Comprimento: 3,76 m
- Diâmetro: 1,32 m
- Peso: 4 850 kg